# Porocottus
Porocottus és un gènere de peixos pertanyent a la família dels còtids.

## Taxonomia
- Porocottus allisi (Jordan & Starks, 1904)[2]
- Porocottus camtschaticus (Schmidt, 1916)[3]
- Porocottus coronatus (Yabe, 1992)[4]
- Porocottus japonicus (Schmidt, 1935)[5]
- Porocottus leptosomus (Muto, Choi & Yabe, 2002)[6]
- Porocottus mednius (Bean, 1898)[7]
- Porocottus minutus (Pallas, 1814)[8]
- Porocottus quadrifilis (Gill, 1859)[9]
- Porocottus tentaculatus (Kner, 1868)[10][11][12][13][14][15]